# Emile Binet (voetballer)
 Emile Binet (Luik, 3 juli 1922 – aldaar, 14 november 2010) was een Belgisch voetballer. Zijn positie was aanvaller.
Binet begon in 1933 bij de jeugd van FC Sérésien te voetballen en debuteerde in 1938 tegen RC Tirlemont. Hij werd driemaal topschutter op het tweede niveau: in 1946, 1947 en 1948 in zijn reeks. Met Tilleur FC speelde hij nog vijf seizoenen in eerste klasse en scoorde 57 doelpunten in 98 wedstrijden.